# Заозерний (Бійський район)
Заозе́рний (рос. Заозёрный) — селище у складі Бійського району Алтайського краю, Росія. Входить до складу Світлоозерської сільської ради.

## Населення
Населення — 244 особи (2010; 227 у 2002).
Національний склад (станом на 2002 рік):
- росіяни — 93 %